# 小島耕
小島 耕（こじま こう）は、日本の実業家、元編集者。日本初のサッカー専門新聞として2004年10月8日に創刊した『EL GOLAZO』の編集部デスクを経て、2020年からJリーグ・水戸ホーリーホックの運営会社である株式会社フットボールクラブ水戸ホーリーホックの代表取締役社長を務める。

## 人物
茨城県鉾田市出身。茨城高校を経て、1998年に明治大学商学部卒業し、図書出版に入社。2004年に株式会社スクワッドに移籍し、日本初のサッカー専門新聞として創刊した『EL GOLAZO』の編集に携わり、編集部デスクを務める。
2010年、スポーツ関連の映像制作会社であるProduction9の創業メンバーとして参画（小島以外の創業メンバーは製作畑の人間ばかりであったという）。Production9は2016年4月よりフットサルクラブのバルドラール浦安のクラブアライアンスメンバーとして業務提携を結び、その一環として2016-17シーズンから2019-20シーズンまで広報業務を担当していた。
2019年4月18日、水戸ホーリーホックの取締役（非常勤）となる。2020年6月25日には代表取締役副社長に就任し、2020年7月16日に、代表取締役社長に就任した。